# Atticus Ross
Pour les articles homonymes, voir Ross.
Atticus Matthew Cowper Ross, né le 16 janvier 1968 à Londres, est un compositeur, musicien et producteur anglais.
Ancien élève du collège d'Eton, il se fait connaître dans les années 1990 comme   synthétiseur avec le groupe Bomb the Bass pour les albums Unknown Territory et Clear avant de se lancer dans une carrière pour le cinéma et la télévision au début des années 2000 aux côtés de Trent Reznor. Aux côtés de ce dernier, il signe les bandes originales des films The Social Network et Soul pour lesquels ils remportent deux Oscar de la meilleure musique de film en 2010 et 2021. Ils collaborent également sur la musique des films Empire of Light de Sam Mendes, Challengers et Queer de Luca Guadagnino et de la mini-série Shōgun sur Disney+ qui leur vaut deux prix aux Emmys Awards. Ils sont les compositeurs de longue date du cinéaste David Fincher.

## Biographie
Atticus Ross se fait connaître dans les années 1990 en collaborant en tant que programmeur sur synthétiseur avec le groupe Bomb the Bass pour les albums Unknown Territory et Clear. Il travaille sur un grand nombre de projets avec le leader du groupe, Tim Simenon, ainsi qu'avec le rockeur Barry Adamson.
Après plusieurs collaborations sur les albums The Negro Inside Me, Oedipus Schmoedipus et As Above, So Below, il forme son propre groupe, 12 Rounds avec Claudia Sarne et Adam Holden. Le groupe réalise deux albums, Jitterjuice (Polydor Records) et My Big Hero (Nothing Records). Un troisième album est produit par Trent Reznor pour Nothing Records, mais ne sortira jamais, bien qu'une partie des morceaux circulent librement sur Internet depuis 2009.
Ross part aux États-Unis en 2000. Il est crédité en tant que programmeur et/ou producteur sur quatre albums de Nine Inch Nails : With Teeth, Year Zero, Ghosts I-IV (pour lequel il est également crédité en tant que coauteur) et The Slip. Il joue en live avec le groupe lors d'un concert de Nine Inch Nails au Wiltern Theatre, et, outre Nine Inch Nails, travaille sur d'autres projets avec Trent Reznor, notamment sur des collaborations avec Saul Williams et Zack de la Rocha ainsi qu'en coproduisant plusieurs pistes du groupe Jane's Addiction.
Le travail de Ross inclut également des coproductions avec Coheed and Cambria, Korn, Union of Knives, et des pistes originales ou des remix pour des artistes tels que Grace Jones, Perry Farrell et Telepathe.
À partir de 2010, il est membre du groupe How to Destroy Angels avec Trent Reznor et la femme de ce dernier, Mariqueen Maandig.
En 2016, il rejoint Nine Inch Nails en tant que membre permanent aux côté de Trent Reznor, jusque-là seul membre officiel du groupe.

## Musique pour le cinéma et la télévision
Atticus Ross commence à travailler sur des bandes originales en 2004 avec la série Les Forces du mal des frères Hughes, avec sa femme Claudia Sarne et son frère Leopold Ross.
Il s'occupe également de la musique sur deux autres projets des frères Hughes : leur segment du film New York, I Love You et leur film Le Livre d'Eli (2010). La bande-son est l'objet d'un album produit par Reprise Records qui vaut à Ross d'être nommé au World Soundtrack Awards 2010 en tant que « Discovery of the Year ».
Le 1er juillet 2010, Trent Reznor annonce que Ross et lui vont réaliser la musique du nouveau film de David Fincher, The Social Network. Le 16 janvier 2011, Atticus Ross et Trent Reznor remportent le Golden Globe de la meilleure musique de film lors de la 68e cérémonie des Golden Globes pour la bande originale de The Social Network.
Le 27 février 2011, ils sont également récompensés par l'Oscar de la meilleure musique de film.
La collaboration entre les deux musiciens et le réalisateur se poursuivra avec Millénium : Les Hommes qui n'aimaient pas les femmes (2011) et Gone Girl (2014).

## Discographie

### Filmographie

#### En collaboration avecTrent Reznor
- 2010 : The Social Network de David Fincher
- 2011 : Millénium : Les Hommes qui n'aimaient pas les femmes (The Girl with the Dragon Tattoo) de David Fincher
- 2014 : Gone Girl de David Fincher
- 2016 : Traque à Boston (Patriots Day) de Peter Berg
- 2016 : Triple 9 de John Hillcoat
- 2018 : 90's (Mid90s) de Jonah Hill
- 2018 : Bird Box de Susanne Bier
- 2019 : Waves de Trey Edward Shults
- 2020 : Soul de Pete Docter
- 2020 : Mank de David Fincher
- 2022 : Empire of Light de Sam Mendes
- 2023 : Ninja Turtles: Teenage Years (Teenage Mutant Ninja Turtles: Mutant Mayhem) de Jeff Rowe et Kyler Spears
- 2023 : The Killer de David Fincher (en collaboration avec Trent Reznor)
- 2024 : Queer de Luca Guadagnino (en collaboration avec Trent Reznor)
- 2025 : After the Hunt de Luca Guadagnino (en collaboration avec Trent Reznor)
- 2025 : Tron: Ares de Joachim Rønning (en collaboration avec Trent Reznor)

#### En collaboration avecHarry Gregson-Williams
- 2015 : Hacker (Blackhat) de Michael Mann (en collaboration avec Harry Gregson-Williams)

#### Solo
- 2010 : Le Livre d'Eli (The Book of Eli) d'Albert et Allen Hughes
- 2011 : Días de gracia d'Everardo Gout
- 2013 : Broken City d'Allen Hughes
- 2014 : Love and Mercy de Bill Pohlad
- 2019 : L'Oiseau-tempête (The Earthquake Bird) de Wash Westmoreland

#### Courts-métrages
- 2011 : Dr. Dre: I Need a Doctor
- 2012 : Ghosts
- 2012 : Widow
- 2013 : Hidden
- 2016 : Visions of Harmony (Apple Music & Nasa)

#### Séries télévisées
- 2004 : La Part du diable (Touching Evil) (5 épisodes)
- 2016-2017 : Outcast (11 épisodes)
- 2019 : Watchmen (série HBO) de Damon Lindelof (en collaboration avec Trent Reznor)
- 2024 : Shōgun (série FX) de James Clavell

#### Documentaires
- 2011 : How Did They Ever Make a Movie of Facebook? de David Prior
- 2015 : Crocodile Gennadiy de Steve Hoover
- 2015 : How to Destroy Angels: Live in Chicago (vidéo)
- 2016 : Avant le déluge (Before the Flood') de  Fisher Stevens
- 2017 : The Defiant Ones

### En tant que membre ou collaborateur
- 1993 - Negro Inside Me (Barry Adamson)
- 1995 - Clear (Bomb the Bass)
- 1996 - Jitterjuice (12 Rounds)
- 1996 - Personally E.P. (EP, 12 Rounds)
- 1998 - My Big Hero (12 Rounds)
- 2004 - Error (EP, Error)
- 2004 - The Empire Strikes First (Bad Religion)
- 2010 - How to Destroy Angels (How to Destroy Angels)

### En tant que producteur, compositeur ou ingénieur du son
- 1994 - You Made Me the Thief of Your Heart (Sinéad O'Connor)
- 1994 - Korn (Korn)
- 1996 - Oedipus Schmoedipus (Barry Adamson)
- 1998 - As Above, So Below (Barry Adamson)
- 2003 - Trouble (P!nk)
- 2003 - Try This (P!nk)
- 2004 - Last to Know (P!nk)
- 2005 - The Hand That Feeds (single, Nine Inch Nails)
- 2005 - Only (single, Nine Inch Nails)
- 2005 - See You on the Other Side (Korn)
- 2005 - Duets: The Final Chapter (The Notorious B.I.G.)
- 2006 - Heroine (From First to Last)
- 2006 - Every Day Is Exactly the Same (EP, Nine Inch Nails)
- 2006 - Chopped, Screwed, Live and Unglued (Korn)
- 2006 - DFA Remixes: Chapter Two (The DFA)
- 2007 - P!nk Box (P!nk)
- 2007 - Survivalism, Pt. 1 (Nine Inch Nails)
- 2007 - I'll Sleep When You're Dead (El-P)
- 2007 - Survivalism, Pt. 2 (Nine Inch Nails)
- 2007 - Year Zero (Nine Inch Nails)
- 2007 - Untitled (Korn)
- 2007 - Inevitable Rise and Liberation of Niggy Tardust (Saul Williams)
- 2008 - Twilight O.S.T. (bande originale)
- 2008 - Ghosts I-IV (Nine Inch Nails)
- 2008 - The Slip (Nine Inch Nails)
- 2009 - P!nk Box (P!nk)
- 2010 - Year of the Black Rainbow (Coheed and Cambria)
- 2010 - Greatest Hits...So Far!!! (P!nk)
- 2021 - If I Can’t Have Love, I Want Power ( Halsey )

## Distinctions

### Récompenses
- Golden Globes 2011 : meilleure musique de film pour The Social Network
- Oscars 2011 : meilleure musique de film avec Trent Reznor pour The Social Network
- Golden Globes 2021 : Meilleure musique de film pour Soul
- Oscars 2021 : Meilleure musique de film pour Soul
- Emmy Awards 2024 : Meilleure musique originale et meilleur thème principal pour Shogun
- Golden Globes 2025 : Meilleure musique de film pour Challengers

### Nominations
- Golden Globes 2021 : Meilleure musique de film pour Mank
- Oscars 2021 : Meilleure musique de film pour Mank
- Golden Globes 2025 : meilleure chanson originale pour Compress/Repress dans Challengers

## Article traduit
- « Atticus Ross » (présentation), sur l'Internet Movie Database

- (en) Cet article est partiellement ou en totalité issu de l’article de Wikipédia en anglais intitulé « Atticus Ross » (voir la liste des auteurs).
- Notices d'autorité :   - VIAF
  - ISNI
  - BnF (données)
  - IdRef
  - LCCN
  - GND
  - Espagne
  - Israël
  - NUKAT
  - Catalogne
  - Tchéquie
  - WorldCat